# Almat Kebiszpajev
Almat Kebiszpajev (1987. december 12. –) kazak kötöttfogású birkózó. A 2019-es birkózó-világbajnokságon bronzérmet nyert 63 kg-os súlycsoportban, kötöttfogásban. 2011-ben a birkózó világbajnokságon ezüstérmes lett 60 kg-ban, 2015-ben 59 kg-ban és 2010-ben 60 kg-ban bronzérmet szerzett. Az Ázsia Játékokon 2018-ban ezüstérmes lett 67 kg-ban, 2014-ben bronzérmet ért el 59 kg-ban. Az Ázsia Bajnokságon 2018-ban és 2011-ben 67, illetve 60 kg-ban aranyérmet szerzett.

## Sportpályafutása
A 2019-es birkózó-világbajnokságon a 63 kilogrammos súlycsoportban bronzérmet szerzett. Ellenfele a kirgiz Tynar Sharsenbekov volt, akit 9-0-ra vert.